# Marcus Vipsanius Agrippa

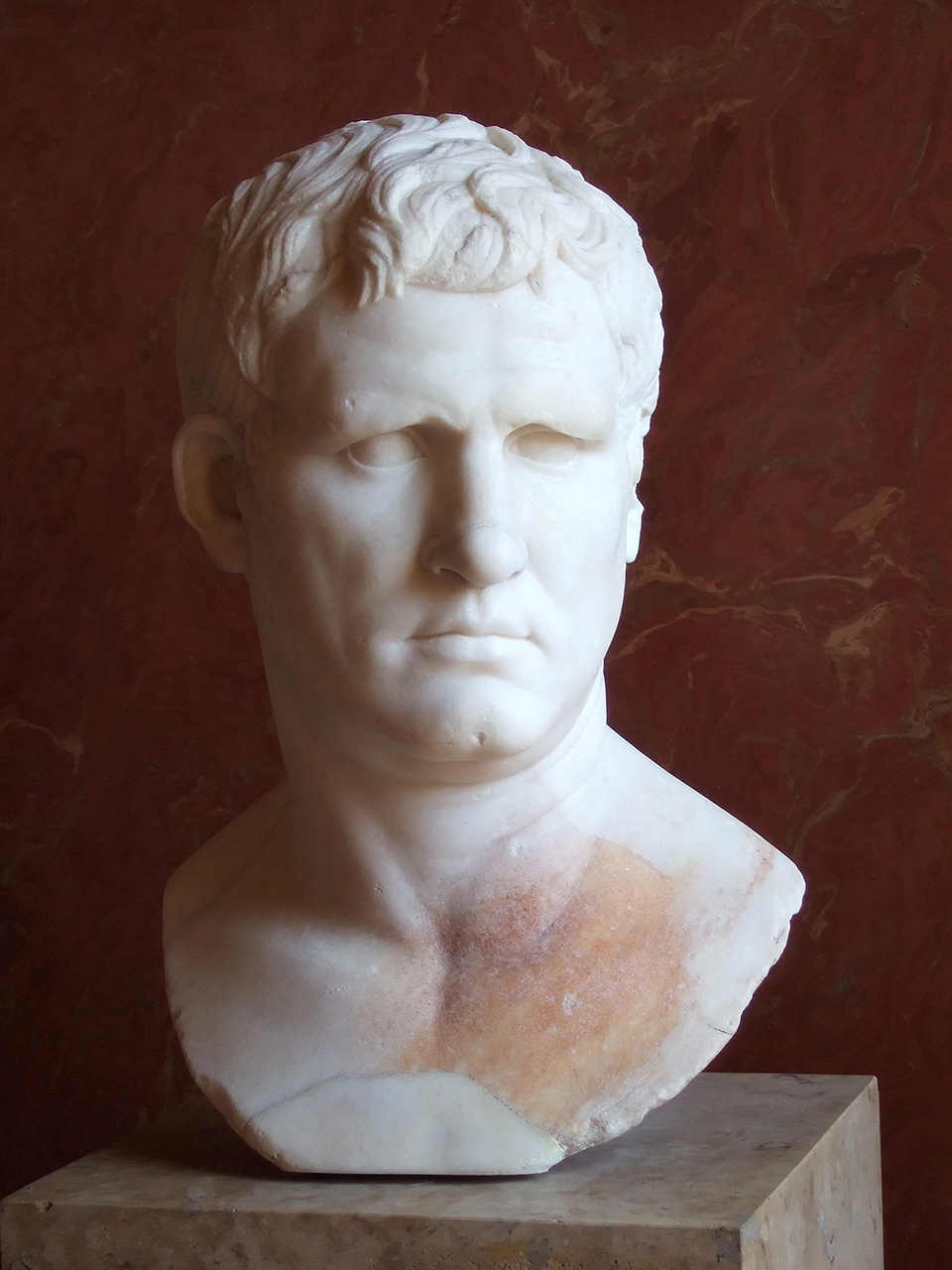
Sculptură-portret

Marcus Vipsanius Agrippa (n. 63 î.Hr., Peninsula Istria, Istria, Croația – d. 12 î.Hr., Campania, Italia), cunoscut om politic și general roman, a fost unul dintre cei mai apropiați prieteni și colaboratori ai primului împărat, Augustus. El este resposabil pentru principalele victorii militare ale lui Augustus, activitatea sa fiind încununată de victoria în bătălia navală de la Actium, împotriva forṭelor lui Marcus Antonius ṣi ale Cleopatrei a VII-a a Egiptului.

## Viața timpurie
Locul nașterii sale este incert. Există opinii că s-ar fi născut fie în Arpinum, fie în Istria, fie în Assisi. Este fiul lui Lucius Vipsanius Agrippa fratele lui Marcus Vipsanius Agrippa și a avut un frate mai mare, Lucius Vipsanius Agrippa și o soră, Vipsania Polla. În ciuda apropierii de familie a lui Iulius Caesar, fratele mai mare al lui Agrippa a ales să lupte în războaiele civile de partea adversa, participând la luptele lui Cato cel Tânăr împotriva lui Caesar din Africa. După înfrângerea lui Cato, Lucius Vipsanius Agrippa a fost luat prizonier, dar a fost eliberat în urma intervenției lui Augustus. Deși familia lui Agrippa era suficient de bogată pentru a putea fi încadrată în rangul cavalerilor membrii acesteia nu au fost implicați în viața publică a Romei. Totuși, Marcus Vipsanius Agrippa, care era aproximativ de aceeași vârstă cu Augustus a primit educația alături de acesta, astfel formându-se o legătură puternică între cei doi.
Agrippa a participat probabil la campania lui Caesar împotriva lui Gnaeus Pompeius din 46-45 î.Hr., campanie încheiată prin victoria lui Caesar de la Munda. Aici Agrippa câștigă aprecierea lui Caesar, astfel încât acesta îl trimite împreună cu Augustus la legiunile Macedoniei, în Apollonia. La patru luni de la sosirea în Macedonia, Agrippa și Augustus sunt înștiințați despre asasinarea lui Caesar de la Roma. În ciuda sfatului lui Agrippa de a mărșălui asupra Romei în fruntea trupelor cantonate în Macedonia pentru a îi asigura integritatea, Augustus hotărăște să plece la Roma cu un efectiv redus de trupe. Ajuns la Roma, Augustus află că a fost adoptat de Caesar și astfel devine moștenitor legal al său.